# Manahunca
Manahunca is een geslacht van hooiwagens uit de familie Biantidae.
De wetenschappelijke naam Manahunca is voor het eerst geldig gepubliceerd door Silhavý in 1973. 

## Soorten
Manahunca omvat de volgende 3 soorten:
- Manahunca bielawskii
- Manahunca cuevajibarae
- Manahunca silhavyi